# Rodney Green (wielrenner)
Rodney Green (Johannesburg, 23 mei 1974) is een Zuid-Afrikaans voormalig wielrenner. 

## Carrière
In 1996 nam Green deel aan de Wereldkampioenschappen wielrennen bij de beloften. Hij finishte hier als 60e, zestien minuten later dan de winnaar Giuliano Figueras. Zijn grootste succes behaalde hij in 1997, Green werd Zuid-Afrikaans kampioen op de weg. Enkele jaren later reed hij voor drie seizoenen bij de Zuid-Afrikaanse ploeg Team HSBC. De drie seizoenen die daar opvolgde reed hij bij de Italiaanse ploeg Team Barloworld. In 2007 reed Green voor een seizoen bij Team Konica Minolta. Dit seizoen was hij ploeggenoot van veel-winnaar Chris Froome.

## Belangrijkste overwinningen
1997
 Zuid-Afrikaans kampioen op de weg, Elite
1998
3e etappe Ronde van de Kaap
2002
6e etappe Ronde van het Qinghaimeer
2004
Sprintklassement Ronde van Groot-Brittannië

## Ploegen
- 2001 -  Team HSBC
- 2002 -  Team HSBC
- 2003 -  Team HSBC
- 2004 -  Team Barloworld
- 2005 -  Team Barloworld-Valsir
- 2006 -  Team Barloworld
- 2007 -  Team Konica Minolta